# Gabala Krisztián
Gabala Krisztián (Esztergom, 1976. január 1. –) magyar labdarúgó, edző.

## Sportpályafutása
Dorogon kezdett el focizni. Profi labdarúgó pályafutását a Kispest-Honvéd FC-nél kezdte, majd Szombathelyre igazolt, ahonnan a jó játéka miatt visszahívták Kispestre. Itt alapember lett, de sérülése miatt kikerült a csapatból és az alacsonyabb osztályú Kecskeméti TE majd az Előre FC Békéscsaba csapatában játszott. Az Előre FC-vel feljutott az élvonalba, de nem tudott jól játszani, és nézeteltérése is akadta vezetéssel. Eligazolt a csapattól és ismét egy osztállyal lejjebb, a Rákospalotai EAC gárdájában folytatta. Később azonban már csak alacsonyabb osztályú csapatokban játszott, például a Budapest I. osztályban szereplő Hegyvidék SE játékosaként.
2010. júliusától a Budapest Honvéd NB II-es csapatának vezetőedzője lett. 2010 októberében rövid ideig Massimo Morales lemondását követően foglalkozott a felnőtt csapattal is. A kispadról hamar felállt, mert a 2011-es tavaszi idényre a MTK labdarúgót Lőrincz Emilt bízták meg a feladattal.
2018-ig a Csepel FC edzéseit vezette.
2018 nyarától 2020 október végéig a BVSC vezetőedzője volt. Ezalatt a csapata Budapest másodosztályból az NB III-ig jutott. 2021 elején az FC Hatvan edzőjének nevezték ki. 2021 szeptemberétől a Budaörs trénere lett. Innen 2022 januárjában távozott. 2022 májusában az utolsó három fordulóra, a kiesés ellen küzdő Szentlőrinc SE edzőjének nevezték ki. Csapatát benntartotta a másodosztályban, de a szezon végén távozott.